# Goniodoris nodosa
Goniodoris nodosa (Montagu, 1808) è un mollusco nudibranchio della famiglia Goniodorididae.

## Biologia
Si nutre di briozoi delle seguenti specie: Alcyonidium diaphanum, Alcyonidium digitatum, Alcyonidium gelatinosum, Alcyonidium hirsutum, Alcyonidium polyoum, Ascidia papilla, Ascidiella scabra, Botryllus schlosseri, Callopora dumerili, Cellaria fistulosa, Dendrodoa grossularia, Diplosoma listerianum, Flustrella hispida, Flustrellidra hispida, Fragarium elegans.

## Distribuzione e habitat
Rinvenuta in varie località dell'oceano Atlantico, fra le coste della Norvegia e quelle della Spagna, attorno alle isole Britanniche.